# Fat Tong Point
Fat Tong Point (kinesiska: 佛堂角) är en udde i Hongkong (Kina). Den ligger i den östra delen av Hongkong.
Terrängen inåt land är kuperad åt nordväst, men österut är den platt. Havet är nära Fat Tong Point åt sydost.  Centrala Hongkong ligger 14,7 km väster om Fat Tong Point. 